# Real Instituto de Arquitectos de Irlanda
El Real Instituto de Arquitectos de Irlanda ( en irlandés: Institiúid Ríoga Ailtirí na hÉireann) establecido en 1839,  actúa como la autoridad competente para los arquitectos y es el organismo profesional de la arquitectura en la República de Irlanda ".
El objetivo de la RIAI es "mantener los más altos estándares en arquitectura y proporcionar asesoramiento e información imparcial y autorizada en cuestiones que afectan a los arquitectos, el entorno construido y la sociedad ". Las principales responsabilidades de la RIAI se centran en: proteger al consumidor, promover la arquitectura, respaldar a arquitectos y tecnólogos en arquitectura, y regular a los arquitectos. El instituto está dirigido por un consejo de 26 miembros.
Además de ofrecer una variedad de servicios al público, a sus miembros y al Estado, el RIAI organiza premios anuales de diseño y es responsable de otorgar la Medalla de Oro del RIAI. Este premio se otorga cada tres años al mejor edificio completado en un período de tres años determinado. El RIAI también otorga la Medalla James Gandon por 'logros de toda una vida' en arquitectura. El primer premio se otorgó al Dr. Ronald Tallon de Scott Tallon Walker el 23 de noviembre de 2010 por la ministra de Turismo, Cultura y Deporte, Mary Hanafin, TD.
Además, el RIAI participa en la educación arquitectónica y organiza un concurso anual para estudiantes, el Premio a la Excelencia Estudiantil del RIAI (anteriormente conocido como la Beca de Viaje del RIAI), con el apoyo de los arquitectos de Scott Tallon Walker. El concurso está abierto a estudiantes de último año en las siete escuelas de arquitectura de la isla de Irlanda. También otorgan otros premios, como la Medalla Deirdre O'Connor, que se otorga al candidato con los mejores resultados en el Examen en Práctica Profesional.

## Afiliación
El RIAI opera tres categorías de membresía relacionadas con arquitectos o graduados en arquitectura: Fellowship (Colegiado), Membership (Miembro) y Architectural Graduate (Graduado en Arquitectura). Los miembros de las tres categorías tienen derecho a utilizar los afijos FRIAI (Fellows), MRIAI (Members) y RIAI (ArchTech) (Tecnólogo Arquitectónico).
La Fellowship (Colegiatura) es otorgada por el Consejo del RIAI a los Miembros existentes de acuerdo con reglas específicas.
La Membresía es el nivel estándar para los arquitectos en la República de Irlanda. Está abierta a aquellos que han demostrado competencia hasta el nivel del Estándar de Conocimiento, Habilidad y Competencia del RIAI para la Práctica Profesional como arquitecto. Para aquellos que han sido considerados elegibles para la membresía profesional pero que no son elegibles para beneficiarse del reconocimiento 'automático' bajo las regulaciones de la UE, se utiliza el afijo MRIAI(IRL) en lugar de MRIAI.
La membresía de Graduado en Arquitectura está abierta a todos los graduados de programas de arquitectura reconocidos de cinco años.

## Crítica
La Autoridad de Competencia en Irlanda expresó preocupaciones sobre restricciones injustificadas a la competencia dentro de la profesión de arquitectura. Sin embargo, manifestó aprensión sobre cambios regulatorios propuestos delineados en el Proyecto de Ley de Control de Edificación de 2005, particularmente en relación con el nivel de influencia otorgado al Instituto Real de Arquitectos de Irlanda (RIAI) en la determinación de las calificaciones arquitectónicas.
Específicamente, la Autoridad temía que los cambios propuestos pudieran crear conflictos de interés, dado que el RIAI representaba a la mayoría de los arquitectos en Irlanda, al mismo tiempo que tenía control sobre las reglas diseñadas para salvaguardar el interés público. En respuesta a estas preocupaciones, el RIAI tomó medidas proactivas para abordar las aprensiones de la Autoridad.
El RIAI eliminó regulaciones que restringían innecesariamente la publicidad por parte de los arquitectos en mayo de 2004 y cesó la publicación de tarifas de porcentaje reales en contratos preliminares en 2004. Estas acciones tenían como objetivo promover la transparencia y la equidad dentro de la profesión, al tiempo que abordaban las preocupaciones de la Autoridad de Competencia sobre la influencia indebida y los posibles conflictos de interés.
Se ha acusado al RIAI de engañar al público sobre cuestiones legislativas relacionadas con la prestación de servicios arquitectónicos y sobre el costo de registro. El RIAI omite con frecuencia informar a la prensa y al público en general que no es un delito y que es legal proponer servicios arquitectónicos sin estar registrado en el RIAI. Muchos de los llamados "arquitectos no registrados" han denunciado la actitud del regulador que consiste en socavar y criticar los servicios arquitectónicos proporcionados por profesionales no registrados en el RIAI.
En 2010, se presentó una queja contra el RIAI por su anuncio etiquetado como "aviso público" que comparaba a profesionales no pertenecientes al RIAI con practicantes incompetentes. El Instituto emitió una disculpa en RTÉ y la campaña publicitaria fue prohibida.